# Giuseppe Perasso
Giuseppe Perasso (Chiavari, 22 novembre 1931) è un dirigente d'azienda italiano che è stato direttore generale della Confederazione Italiana Armatori, nota come Confitarma, dal 1976 al 1998.

## La famiglia e la formazione
Figlio di Amerigo e di Celestina Carniglia, discende per parte di madre da una famiglia di comandanti di navi e piccoli armatori liguri. Nel ramo paterno, privo di armatori, sono presenti invece alcuni noti comandanti di navi. Il nonno Rolando Perasso fu il comandante del brigantino a palo Italia, ed entrò nella storia della marineria italiana per essere riuscito nel 1892 a portare la sua nave, il cui carico di carbone era andato in fiamme per autocombustione, ad arenarsi sull'isola di Tristan da Cunha dopo un viaggio angoscioso in pieno Atlantico durato sei giorni; salvò la vita a tutto il suo equipaggio.
Il padre Amerigo fu anch'egli comandante di navi, con all'attivo tre passaggi di Capo Horn sulla tre alberi da carico Saturnina Fanny tra il 1907 e il 1910; fu successivamente membro del Comitato del Consorzio Autonomo del porto di Genova, dal 1930 al 1943, e direttore della Cooperativa Garibaldi dal 1929 al 1947.
Il fratello maggiore Rolando, durante la seconda guerra mondiale sottotenente di vascello della Xª Flottiglia MAS, fu decorato con la Croce di guerra e la Medaglia d'argento al valor militare al comando dell'unità affidatagli.
Dopo la maturità classica, si è laureato in giurisprudenza all'Università di Genova nel 1954 con una tesi sul mercato dei noli. Nel 1958 ha conseguito l'abilitazione da avvocato.

## L'Associazione Armatori Liberi
Non appena iscritto all'Albo degli avvocati, è assunto dall'Associazione Armatori Liberi di Genova. Nel 1968, succedendo a Giuseppe Sciaccaluga, ne assume la carica di direttore e la mantiene sino al 1976 sotto le presidenze di Piero Martini, Paolo Tomei, Alberto Fassio e Glauco Lolli Ghetti.
Durante la sua direzione la più piccola delle associazioni armatoriali italiane, anche grazie ad una politica di contributi più bassi dovuti dai nuovi iscritti rispetto alle altre associazioni concorrenti, passa da 500.000 tonnellate di stazza lorda di tonnellaggio associato a quasi 3.000.000. Perasso crea il Gruppo Giovani Armatori e introduce nello Statuto la votazione segreta per l'elezione delle cariche sociali, oltre a norme di tutela per le minoranze associative; assicura inoltre ai dipendenti dell'Associazione il riconoscimento del contratto di lavoro delle aziende di navigazione.

## La Confederazione Italiana Armatori (Confitarma)
Si impegna per diversi anni nell'unificazione delle tre organizzazioni in cui dal 1960 era diviso l'armamento marittimo italiano, fin quando nel 1976 l'Associazione Armatori Liberi di Genova e l'Associazione Armatori Meridionali di Napoli confluiscono insieme nella Confitarma, la più antica e solida delle tre, con sede a Roma, e Perasso ne diventa il direttore generale. In questo ruolo affianca cinque presidenti: Ermanno Guani, Egidio Ortona, Antonio d'Amico, Aldo Grimaldi e Paolo Clerici.
Nella sua attività partecipa attivamente a tutti i rinnovi dei contratti collettivi di lavoro dei marittimi e dei dipendenti delle aziende di navigazione, e rappresenta l'armamento in seno alle Casse marittime e all'Istituto di previdenza per il settore marittimo. È coinvolto nell'incremento dei contributi di interesse per le costruzioni navali e nell'abbattimento dei costi gestionali dell'armamento, risultati ottenuti prima attraverso la fiscalizzazione degli oneri sociali, poi mediante l'istituto del bareboat charter. Dal 1987 in poi il suo impegno è diretto soprattutto a rafforzare la competitività della flotta mercantile italiana, finché nel 1998 il Parlamento approva l'istituzione del Registro Internazionale, strumento legislativo grazie al quale, nel decennio successivo, l'Italia raddoppia il tonnellaggio della sua flotta.

## La Federazione del Mare
Nel maggio 1994, con il presidente di Confitarma Antonio d'Amico e il presidente di Fincantieri e di Assonave Corrado Antonini, promuove la nascita della Federazione del Mare, primo esempio in Europa di cluster marittimo.
Nominato il 10 novembre 1997 segretario generale della Federazione - alla quale aderiscono tutte le principali organizzazioni marittime - attraverso una pluriennale collaborazione con il Censis realizza tre fondamentali rapporti sull'economia del mare (l'ultimo nel 2006). Insieme al RINA realizza uno studio sulle best practice del sistema marittimo nella tutela ambientale. Mantiene la carica fino al 10 dicembre 2009.

## Altri incarichi
Nel 1998 lascia la carica di direttore generale di Confitarma per assumere quella di amministratore delegato della Comarfin, che mantiene fino al 2001, quando si dimette.
Sempre nel 1998 diventa presidente della Coimar Spa (gruppo Lefebvre). In questa veste il 25 marzo 1998 rientra in Confitarma come consigliere, venendo subito designato come uno dei tre saggi incaricati di selezionare le candidature alla presidenza. Lascia questo incarico il 19 ottobre 2001, a seguito delle dimissioni dalla presidenza della Coimar.

## L'attività in seno al CNEL
Dal 14 giugno 1989, come consigliere designato da Confitarma, entra nel Consiglio nazionale dell'economia e del lavoro (CNEL), dove rimane senza interruzioni dalla V alla IX Consiliatura facendo parte di numerose commissioni in materia di economia e di trasporti.
Inoltre, nella VII e nella IX Consiliatura gli è attribuito l'incarico di presidente del Collegio dei revisori, nell'VIII è presidente della Commissione per le grandi opere e le reti infrastrutturali per le politiche energetiche e i servizi a rete, e ancora nella IX entra a far parte della Giunta per il regolamento. Contribuisce alla realizzazione di osservazioni e proposte in materia di traffici marittimi e di portualità.

## Convegni realizzati
Nel 2007 assieme all'Unione Province Italiane (Upi) e all'Istituto superiore di formazione e ricerca per i trasporti (Isfort) organizza un convegno sulle risorse umane nel cluster marittimo, che si tiene a Roma il 26 giugno e i cui contributi sono pubblicati in un volume edito da FrancoAngeli.
Nel 2009 organizza un convegno dal titolo Cultura marittima e sviluppo nel bacino del Mediterraneo (Maritime culture and Development in the Mediterranean Sea) in occasione della Giornata europea del mare (European Maritime Day) svoltasi a Roma presso Palazzo Colonna dal 18 al 21 maggio di quell'anno. In quell'ambito è stata presentata in collaborazione col Ministero delle infrastrutture e trasporti e con il Censis la ricerca Il Mediterraneo prossimo venturo: il riavvio dei processi di ricomposizione dopo la crisi globale.